# Nickelodeon Kids' Choice Awards 2010
Nickelodeon Kids Choice Awards 2010' é a vigésima terceira edição do Nickelodeon Kids' Choice Awards e ocorreu em 27 de março de 2010. Kevin James foi anunciado como anfitrião do evento. A grande vencedora do noite foi Taylor Swift com 2 troféus ganhos.

## Anfitrião
- Kevin James

## Performances
- Rihanna - Main Program
- Justin Bieber - Apresentou o seu novo álbum "My World 2.0".
- Miranda Cosgrove - Apresentou o seu novo hit Kissin'U

## Nomeados

### Filmes

#### Filme Favorito
- Alvin and the Chipmunks: The Squeakquel (Ganhou)
- Transformers: Revenge of the Fallen
- The Twilight Saga: New Moon
- X-Men Origins: Wolverine

#### Filme Animado Favorito
- A Christmas Carol
- Ice Age: Dawn of the Dinosaurs
- Monsters vs. Aliens
- Up (Ganhou)

#### Voz de um Filme Animado
- Jim Carrey (Ganhou)
- Seth Rogen
- Ray Romano
- Reese Witherspoon

#### Ator de Cinema Favorito
- Zac Efron
- Taylor Lautner (Ganhou)
- Shia LaBeouf
- Tyler Perry

#### Atriz de Cinema Favorita
- Sandra Bullock
- Miley Cyrus (Ganhou)
- Megan Fox
- Zoe Saldana

### Músicas

#### Música Favorita
- I Gotta Feeling (de Black Eyed Peas)
- Paparazzi (de Lady Gaga)
- Party in the U.S.A. (de Miley Cyrus)
- You Belong With Me (de Taylor Swift) (Ganhou)

#### Banda Favorita
- Black Eyed Peas (Ganhou)
- Coldplay
- Jonas Brothers
- Linkin Park

#### Cantor Favorito
- Jay-Z (Ganhou)
- Sean Kingston
- Mario
- Ne-Yo

#### Cantora Favorita
- Beyoncé
- Miley Cyrus
- Lady Gaga
- Taylor Swift (Ganhou)

### Televisão

#### Série de TV Favorita
- iCarly (Ganhou)
- Sonny With a Chance
- The Suite Life on Deck
- Wizards of Waverly Place

#### Actriz de TV Favorita
- Miranda Cosgrove
- Miley Cyrus
- Selena Gomez (Ganhou)
- Keke Palmer

#### Desenho Animado Predileto
- The Penguins of Madagascar
- Phineas and Ferb
- The Simpsons
- SpongeBob SquarePants (Ganhou)

#### Reality Show Favorito
- American Idol (Ganhou)
- Are You Smarter Than a Fifth Grader?
- So You Think You Can Dance
- Wipeout

#### Ator de TV Favorito
- Cole Sprouse
- Dylan Sprouse (Ganhou)
- Joe Jonas
- Nick Jonas

### Esportes

#### Atleta Masculino Favorito
- Kobe Bryant
- LeBron James
- Ryan Sheckler (Ganhou)
- Shaun White

#### Atleta Feminina Favorita
- Candace Parker
- Misty May Treanor (Ganhou)
- Serena Williams
- Venus Williams

### Outras Categorias

#### Video Game Favorito
- The Legend of Zelda: Spirit Tracks
- Mario Kart (Ganhou)
- Wii Fit
- Wii Sports Resort

#### Livro Predileto
- Diary of a Wimpy Kid series (Ganhou)
- Twilight series
- Vampire Diaries series
- Where the Sidewalk Ends

#### Casal Favorito
- Edward & Bella
- Jacob & Bella (Ganhou)
- Neytiri & Jake
- The Obamas

#### The Big Help Award
- Michelle Obama (Ganhou)